# Badeni (Adelsgeschlecht)

Wappen der Grafen Badeni

Badeni ist eine polnische Hochadelsfamilie. Im 19. Jahrhundert waren die Badeni eine der reichsten und mächtigsten Familien in Galizien.

## Geschichte
Die Familie stammte ursprünglich aus dem Bürgertum von Lemberg und wurde im 18. Jahrhundert geadelt. Vertreter der Familie besetzten bedeutende öffentliche Ämter im Königreich Polen-Litauen, Galizien, dem Herzogtum Warschau und Kongreßpolen.
Ein aktiver Vertreter der Familie im 18. Jahrhundert war Stanisław Badeni (1746–1824), Sekretär und Mitarbeiter von König Stanisław II August Poniatowski. Von ihm stammen die späteren gräflichen Linien der Familie ab.
Casimir Badeni († 1854), Gutsbesitzer in der Nähe von Lemberg, wurde vom österreichischen Kaiser Ferdinand im Jahre 1845 zum Grafen erhoben. Sein Sohn Ladislaus († 1888) war Mitglied des galizischen Landtages. Dessen Sohn Kasimir Felix Badeni (1846–1909) war von 1895 bis 1897 Ministerpräsident von Cisleithanien (k. u. k.).
Als eines von 64 gräflichen Geschlechtern hatte die Familie einen erblichen Sitz im Herrenhaus, dem Oberhaus des österreichischen Reichsrates.

## Wappen
Das Familienwappen, genannt Bończa, zeigt ein weißes, aufrechtes Einhorn auf hellblauem Grund.